# Idalus aletis
Idalus aletis är en fjärilsart som beskrevs av William Schaus 1910. Idalus aletis ingår i släktet Idalus och familjen björnspinnare. Inga underarter finns listade i Catalogue of Life.